# Degersjön (Skellefteå socken, Västerbotten)
Degersjön är en sjö i Skellefteå kommun i Västerbotten och ingår i Skellefteälven-Bureälvens kustområde. Sjön har en area på 0,205 kvadratkilometer och ligger 64,2 meter över havet.

## Delavrinningsområde
Degersjön ingår i det delavrinningsområde (718641-175175) som SMHI kallar för Mynnar i havet. Medelhöjden är 59 meter över havet och ytan är 28,99 kvadratkilometer. Det finns inga avrinningsområden uppströms utan avrinningsområdet är högsta punkten. Avrinningsområdets utflöde Storbäcken mynnar i havet. Avrinningsområdet består mestadels av skog (69 procent) och jordbruk (14 procent). Avrinningsområdet har 0,26 kvadratkilometer vattenytor vilket ger det en sjöprocent på 0,9 procent.